# Зорянське
Зо́рянське (первісна назва — Нижня Зорянка) — село в Україні, у Шевченківській селищній громаді Куп’янського району Харківської області. Населення становить 340 осіб.

## Географія
Село Зорянське знаходиться на березі пересихаючої річки Баба. Вище за течією примикає село Верхньозорянське, нижче за течією через 3 км річка Баба впадає в річку Великий Бурлук. На річці кілька загат. Село примикає до селище Шевченкове. Поруч проходить залізниця, станція Шевченкове-Південне (Булацелівка) за 1,5 км.

## Історія
1906 — дата заснування. Засновником села був купець Зорін, котрий викупив землю у поміщика Булацеля, та заснував на ній два села, назвавши їх на свою честь — Верхня Зорянка та Нижня Зорянка. 
7 (20) листопада 1917 року, відповідно до.Третього Універсалу Української Центральної Ради, увійшло до складу Української Народної Республіки.
В радянські часи назву села Нижня Зорянка було змінено на Зорянське.
12 червня 2020 року, відповідно до Розпорядження Кабінету Міністрів України № 725-р «Про визначення адміністративних центрів та затвердження територій територіальних громад Харківської області», увійшло до складу Шевченківської селищної територіальної громади.
19 липня 2020 року, в результаті адміністративно-територіальної реформи та ліквідації Шевченківського району, село увійшло до складу новоутвореного Куп'янського району Харківської області.